# Oedopeza ocellator
Oedopeza ocellator är en skalbaggsart som först beskrevs av Fabricius 1801. Oedopeza ocellator ingår i släktet Oedopeza och familjen långhorningar.
Artens utbredningsområde är:
- Belize.
- Kuba.
- Guatemala.
- Guyana.
- Honduras.
- Nicaragua.
- Panama.
- Surinam.
- Uruguay.

Inga underarter finns listade i Catalogue of Life.